# Dastan
OAO TNK Dastan (ros. Открытое акционерное общество «Транснациональная Корпорация «Дастан», Otkrytoje akcyoniernoje obszczestwo «Transnacyonalnaja Korporacyja «Dastan») – kirgiskie przedsiębiorstwo zbrojeniowe, spółka akcyjna należąca w stu procentach do skarbu państwa Kirgistanu. Spółka wyspecjalizowana jest w produkcji broni morskiej, wyposażenia systemów rakietowych i wojsk lądowych, jednak jej produktem sztandarowym jest skonstruowana w Ukraińskiej SRR torpeda superkawitacyjna WA-111 Szkwał. W 2013 roku parlament Kirgistanu podjął decyzję o zgodzie na sprzedaż Rosji 48% akcji spółki. Produkuje także centryfugi.